# Ampulla (geslacht)
Ampulla is een geslacht van weekdieren uit de klasse van de Gastropoda (slakken).

## Soort
- Ampulla priamus (Gmelin, 1791)